# Paragobiodon lacunicolus
Paragobiodon lacunicolus es una especie de peces de la familia de los Gobiidae en el orden de los Perciformes.

## Morfología
Los machos pueden llegar a alcanzar los 3 cm de longitud total.

## Hábitat
Es un pez de Mar y, de clima tropical y asociado a los  arrecifes de coral que vive hasta los 20 m de profundidad.

## Distribución geográfica
Se encuentra desde las Seychelles y Txagos hasta las Islas de la Línea, las Tuamotu, las Islas Ryukyu, la Isla de Lord Howe y la Micronesia.

## Observaciones
Es inofensivo para los humanos. 